# Det Nationalhistoriske Museum på Frederiksborgs slott

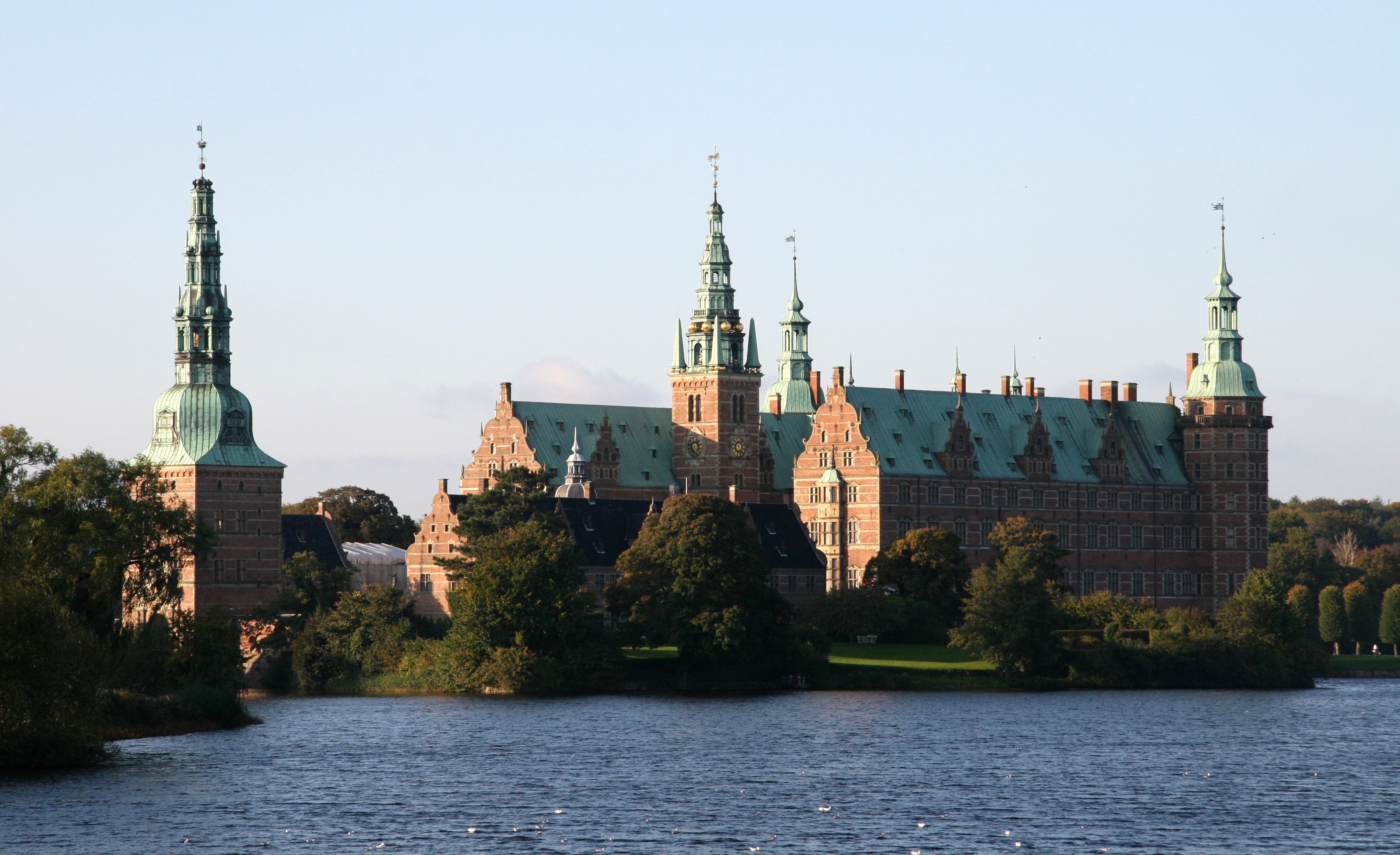
Det Nationalhistoriske Museum på Frederiksborgs slott.

Det Nationalhistoriske Museum på Frederiksborgs slott, också kallat Frederiksborgmuseet, är ett kulturhistoriskt museum, som är inrymt på Frederiksborgs slott i Hillerød i Danmark.
Museet visar en samling av bland annat porträtt, historiemålerier, möbler och konsthantverksprodukter, som belyser Danmarks historia under de senaste 500 åren. Museet är en enhet inom Carlsbergfonden.
Museet inrättades 1878, på initiativ av bryggaren  J.C. Jacobsen, sedan slottet hade drabbats av en våldsam brand 1859.
I samarbete med systerorganisationer i Norden utdelar museet vartannat år Brygger J.C. Jacobsens Portrætpris. Samtidens portræt i Norden, efter en internordisk pristävlan för porträttkonstnärer från Danmark, Finland, Färöarna, Grönland, Island, Norge, Sverige, Åland och Sydslesvig.

## Artefakter på museet i urval
- Leonora Christinas manuskript till Jammers Minde från huvudsakligen 1673-74, inköpt av danska staten 1920